# Vinko Šepić Čiškin
Vinko Šepić Čiškin (1921.), hrvatski je publicist iz Rukavca. Objavio je ova djela:
Nacionalnost ili državljanstvo 2011., suautor knjige Antifašizam na Buzeštini : narodnooslobodilački pokret 1941. – 1945. (ur. Božo Jakovljević) (članci Formiranje i razvoj Prve istarske partizanske čete, Novi podaci o djelovanju Prve istarske partizanske čete, Tri istarske partizanske čete Operativnog štaba za Istru, Treći istarski partizanski bataljun Operativnog štaba za Istru, , Gubici liburnijskog kraja u Drugom svjetskom ratu: pregled gubitaka ljudstva, stambenih i privrednih zgrada, škola i crkava na području Liburnije i Opatijskog krasa u Drugom svjetskom ratu 1941. – 1945. godine 2003., Opatija, 1984. Objavljuje u članke za Zborniki Kastavštine. Piše povijesne članke.
Član je Udruge antifašističkih boraca Rijeka.